# Supertramp (álbum)
Supertramp es el primer álbum de estudio del grupo británico Supertramp, publicado por la compañía discográfica A&M Records en julio de 1970. Publicado en algunas ediciones con el título de Now and Then, el álbum explora un estilo más convencional del rock progresivo en relación con trabajos posteriores del grupo, y supone el único álbum de Supertramp grabado sin un saxofonista.
El álbum no fue publicado en los Estados Unidos hasta 1977, aunque estuvo disponible a través de tiendas de discos especializadas en importaciones británicas. La edición de 1977 alcanzó el puesto 158 en la lista estadounidense Billboard 200.

## Grabación
La música de todas las canciones de Supertramp fue escrita por Rick Davies y Roger Hodgson, mientras que las letras eran de Richard Palmer. Según reconoció el propio Palmer, escribir letras de canciones era «como hacer los deberes de la escuela».
El álbum fue grabado en su totalidad durante sesiones de grabación nocturnas entre las 12:00 de la noche y las 6:00 de la mañana debido a la superstición que la banda tenía sobre la «magia» que suponía grabar de noche, después de oír que bandas como Traffic y Spooky Tooth lo hacían de noche. Hodgson comentó al respecto: «Invariablemente, nuestro ingeniero, Robin Black, se quedaba dormido a mitad de las sesiones, que eran bastante intensas, porque luchamos con Richard Palmer». Hodgson se mostró agradado por el álbum resultante, aunque, sin embargo, una década más tarde comentó: «Fue muy inocente, pero tiene un buen ambiente».
A diferencia de las canciones del tercer álbum del grupo, Crime of the Century, que se introdujeron en los conciertos, los temas de Supertramp no fueron interpretadas en directo, con la excepción de «Home Again» y «Surely», que fueron interpretadas ocasionalmente durante varios años. Solo «Surely» fue incluido en el recopilatorio Retrospectacle: The Supertramp Anthology.
Varias canciones del álbum, incluyendo «Words Unspoken» y «I Am Not Like Other Birds of Prey», fueron utilizadas como parte de la banda sonora del largometraje Extremes, junto a música de otros grupos.

## Recepción
La respuesta crítica al álbum fue generalmente positiva, con una reseña de Judith Simons en Daily Express diciendo: «Este álbum debut de un grupo de músicos-poetas prometedores es más melódico que la mayoría de los discos que pasan bajo la etiqueta de rock progresivo». A pesar de ello, fue un fracaso comercial. 
En una reseña retrospectiva, Allmusic comentó que el álbum «está inundado con serpenteantes y pretenciosos instrumentales, con mayor énfasis y atención concedida a los teclados y a las guitarras con respecto a la escritura y a la emanación total de la música». Sin embargo, también añadió que «la mezcla de ardor y sutileza es atractiva».

## Lista de canciones
Todas las canciones escritas y compuestas por Rick Davies, Roger Hodgson y Richard Palmer. 
| Cara A |                                                    |          |  |
| N.º    | Título                                             | Duración |  |
| 1.     | «Surely»                                           | 0:32     |  |
| 2.     | «It's a Long Road»                                 | 5:33     |  |
| 3.     | «Aubade and I Am Not Like the Other Birds of Prey» | 5:15     |  |
| 4.     | «Words Unspoken»                                   | 4:00     |  |
| 5.     | «Maybe I'm a Beggar»                               | 6:44     |  |
| 6.     | «Home Again»                                       | 1:14     |  |

| Cara B |                   |          |  |
| N.º    | Título            | Duración |  |
| 7.     | «Nothing to Show» | 4:53     |  |
| 8.     | «Shadow Song»     | 4:23     |  |
| 9.     | «Try Again»       | 12:02    |  |
| 10.    | «Surely»          | 3:10     |  |

## Personal
- Rick Davies: voz, órgano, armónica, piano, teclados y piano eléctrico.
- Roger Hodgson: voz, guitarra acústica, bajo, celo y flageolet.
- Robert Millar: batería y armónica.
- Richard Palmer: voz, guitarra acústica, guitarra, balalaica y guitarra eléctrica.

## Posición en listas
| País           | Lista         | Posición |
| -------------- | ------------- | -------- |
| Estados Unidos | Billboard 200 | 158      |

## Certificaciones
| País   | Organismo certificador | Certificación | Ventas certificadas | Ref.  |
| ------ | ---------------------- | ------------- | ------------------- | ----- |
| Canadá | Music Canada           | Oro           | 40 000              | [ 3 ] |